# Йэшлек
Йэшлек (баш. Йәшлек, рус. Молодость) — общественно-политическая газета для молодёжи на башкирском языке. Выходит 2 раза в неделю в г. Уфа Республика Башкортостан. Учредитель — Правительство Республики Башкортостан.
Газета освещает общественно-политические события, происходящие в республике и за её пределами, объективно и всесторонне информирует о различных аспектах общественной жизни, отражаются молодёжные проблемы, пропагандируются идеи уважительного отношения к истории и культуре народа, его обычаям и традициям, освещаются вопросы политики, экономики, бизнеса.

## История газеты

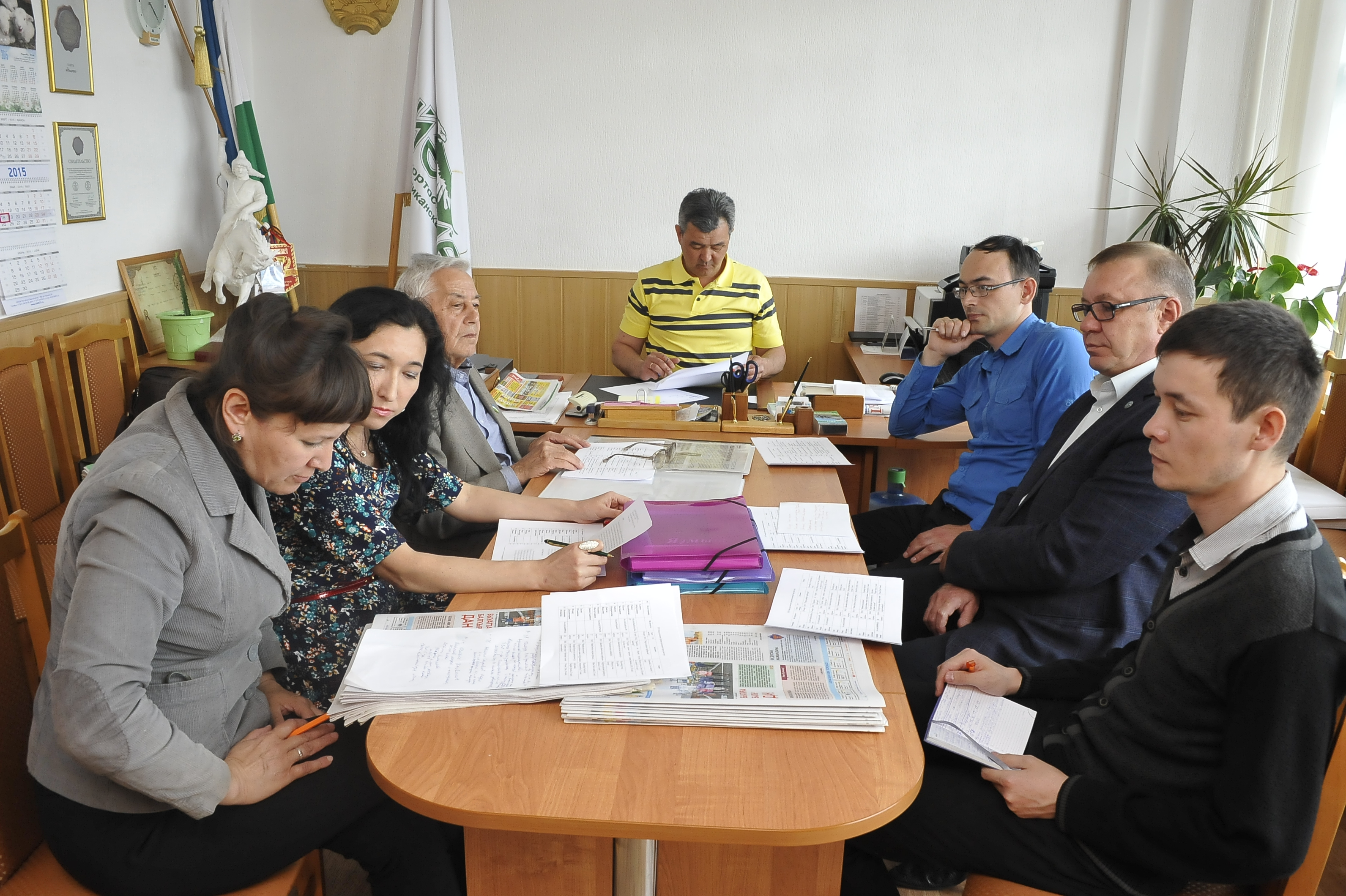
Заседание комиссии по присуждению премии им.Булата Султангареева за 2015 год

Газета начала издаваться с января 1923 года под названием «Йэш юҡсыл» («Юный пролетарий») и «Башкортостан йэштэре» (с 1925).
С апреля 1930 года газета начинает называться «Йэш коммунар» («Юный коммунар»), по данным Башкирской энциклопедии, с 1930 издаётся под назв. «Ленинсы» («Ленинец»).
В годы Великой Отечественной войны и в послевоенное время газета перестаёт выходить. Перерыв длился с августа 1941 по декабрь 1950 года.
С января 1951 года возобновляется выпуск газеты под названием «Ленинсы» — «Ленинец» на башкирском и русском языках.
С 1 января 1990 года на её базе создаётся две самостоятельные редакции газет — «Йэшлек» («Молодость») и «Ленинец», учредителем стал Кабинет Министров Республики Башкортостан.
В 2014 году газета учредила собственную премию  имени Булата Султангареева. Работы участников конкурса, написанные в духе патриотизма,  затрагивающую проблемы молодежи, пути их решения и ставящую цели на будущее публикуются в газете. Работы, занявшие первые места получают премии.

## Рубрики
- «Передовики республики» («Республиканың алдынғы хеҙмәтсәндәре тураһында»);
- «Предприниматель года» («Йыл эшҡыуары»);
- «Человек труда» («Хеҙмәт кешеһе»);
- «Село моё — судьба моя» («Ауылым — яҙмышым»);
- «Внимание: Передовой опыт» («Иғтибар: Алдынғы тәжрибә»);
- «Современник» («Замандаш»);
- «В здоровом теле — здоровый дух» («Сәләмәт тәндә — сәләмәт рух»);
- «Будущее страны — в руках молодых» («Илдең киләсәге — йәштәр ҡулында»);
- «Молодёжное движение и история государства» («Йәштәр хәрәкәте һәм ил тарихы»);
- «Жизнь студентов» («Студенттар тормошо»).

## Редакторы
Главные редакторы: М.Хай (1931), А. К. Аминев (1932-34, 1936-38), Г. В. Гузаиров (с 1939), Г. М. Гарипов (с 1951), Р. М. Дашкин (с 1956), М. А. Гафуров (с 1967), В. Х. Мустафин (с 1973), У. Г. Саитов (с 1980), М. Т. Абузаров (с 1982), Б. Г. Назаргулов (с 1989), А. М. Идельбаев (с 1991), Н. Б. Салимов (с 1994), Г. М. Яруллин (с 1997), С. Ш. Ярмуллин (с 2000), А. Х. Давлетбаков (с 2006).